# Ottorino Tombolan Fava
Ottorino Tombolan Fava (Stra, 17 luglio 1895 – Croce, 15 giugno 1918) è stato un militare italiano.

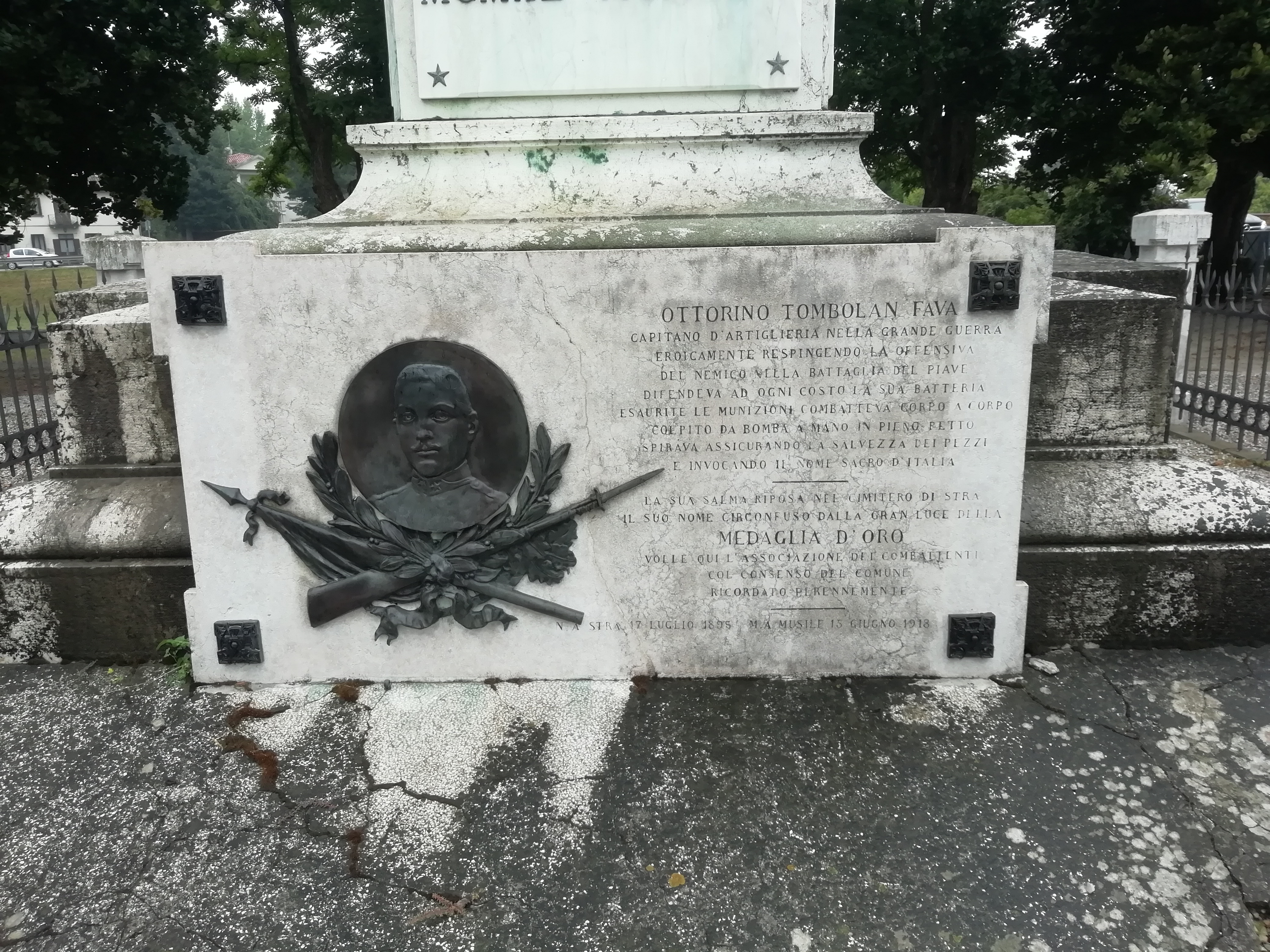
Targa commemorativa a Ottorino Tombolan Fava

Si distinse in vari episodi della grande guerra, ottenendo la Medaglia di Bronzo al Valor Militare a San Zanut nel 1915, un encomio solenne a San Pier d'Isonzo e un secondo encomio a Salgarola nel 1916.
Capitano della 7ª batteria del 34º reggimento artiglieria campagna, nel 1918 affiancò il tenente colonnello Giulio Marinetti nel ritardare l'avanzata dell'esercito austro-ungarico il quale era riuscito a sfondare il fronte del Piave e ad avanzare di qualche chilometro verso ovest. Il gruppo resistette eroicamente perdendo molti uomini, tra cui appunto Tombolan Fava e Marinetti.

## Onorificenze
Gli furono peraltro intitolate una piazza di Stra, una scuola elementare di Tombolo e la caserma militare di Fiorentina di San Donà di Piave, già sede del 5º reggimento artiglieria contraerei "Pescara" e dismessa nell'ottobre 2001.